# Макао на Светском првенству у атлетици на отвореном 2015.
Макао је учествовао на Светском првенству у атлетици на отвореном 2015. одржаном у Пекингу од 22. до 30. августа осми пут. Репрезентацију Макаоа представљао је један атлетичар који се такмичио у  трци на 100 метара.
На овом првенству Макао није освојио ниједну медаљу, нити је оборен неки рекорд.

## Учесници
Мушкарци
- Wang Kuong Leong — 100 м

## Резултати

### Мушкарци
| Атлетичар        | Дисциплина | Лични рекорд | Предтакмичење | Предтакмичење | Квалификације        | Квалификације        | Полуфинале           | Полуфинале           | Финале               | Финале       | Детаљи |
| Атлетичар        | Дисциплина | Лични рекорд | Резултат      | Место         | Резултат             | Место                | Резултат             | Место                | Резултат             | Место        | Детаљи |
| ---------------- | ---------- | ------------ | ------------- | ------------- | -------------------- | -------------------- | -------------------- | -------------------- | -------------------- | ------------ | ------ |
| Wang Kuong Leong | 100 м      | 10,89        | 11,31 ЛРС     | 8. у гр. 2    | Није се квалификовао | Није се квалификовао | Није се квалификовао | Није се квалификовао | Није се квалификовао | 62 / 68 (71) |        |